# ネッツトヨタ岩手
ネッツトヨタ岩手株式会社 (ネッツトヨタいわて) は、岩手県盛岡市に本社を置くトヨタ自動車の販売系およびネッツ店チャネルの専属ディーラーである。岩手トヨペットの持株会社であるT-MIGのグループ企業。

## 概要
1969年にトヨタオート岩手株式会社として設立され、1998年にトヨタオート店からネッツ店へ変更されたと同時に、商号をネッツトヨタ岩手株式会社に変更。以降は岩手県内全域においてネッツ店を展開している。このうち1店舗は、岩手トヨペット（トヨペット店）との共同店舗である。

## 沿革
- 1969年3月 - トヨタオート岩手株式会社として設立。
- 1970年1月 - 盛岡市東仙北へ本社を移転。
- 1998年8月 - ネッツトヨタ岩手株式会社へ商号変更。

## 拠点
- 単独店舗
  - 本社中央店 - 盛岡市東仙北2丁目13-35
  - みたけ店 - 盛岡市みたけ4丁目1-7
  - 紫波店 - 紫波郡紫波町桜町字才土地158-1
  - 西根店 - 八幡平市大更第18地割303-1
  - 二戸店 - 二戸市金田一字上田面43-1
  - 久慈店 - 久慈市大川目町第2地割6-6
  - 釜石店 - 釜石市野田町2丁目15-39
  - 花巻店 - 花巻市桜町1-611
  - 北上店 - 北上市鬼柳町糠塚1
  - 水沢店 - 奥州市水沢区佐倉河字道下62-1
  - 一関店 - 西磐井郡平泉町平泉字樋ﾉ沢60-1（車両部）、西磐井郡平泉町平泉字塩沢132-1（サービス部）
- 岩手トヨペットとの共同店舗
  - 宮古店 - 宮古市磯鶏1丁目6-7（岩手トヨペット宮古支店との共同店舗）
    - 岩手トヨペット宮古支店がネッツトヨタ岩手宮古店敷地に移転。なお、岩手トヨペット宮古支店旧店舗は現在は岩手三菱自動車販売宮古店が入居。

  - ※以前は大船渡市にも岩手トヨペット大船渡支店との共同店舗が存在したが、ネッツトヨタ岩手大船渡店は撤退、現在は再び岩手トヨペット大船渡支店の単独店舗になっている。

## 関連会社
- 岩手トヨタ自動車（トヨタ店）[2]
- 岩手トヨペット（トヨペット店）
- トヨタレンタリース岩手
- モトモチ商事
- 北東北サンケイ広告（産経新聞の広告代理店）[3]

## 岩手県内の他のトヨタ車販売店
- 岩手トヨタ自動車（トヨタ店）
- 岩手トヨペット（トヨペット店）
- トヨタカローラ岩手（トヨタカローラ店）：内陸の紫波以北及び沿岸の釜石、遠野以北にて展開
- トヨタカローラ南岩手（トヨタカローラ店）：内陸の花巻以南及び沿岸の大船渡にて展開
- ネッツトヨタ盛岡（ネッツ店：旧トヨタビスタ岩手）